# ハイメ1世 (アラゴン王)
ハイメ1世（西：Jaime I, 1208年2月2日 - 1276年7月27日）は、アラゴン王（在位：1213年 - 1276年）、バルセロナ伯（在位：同）、及びモンペリエ領主（在位：1219年 - 1276年）。征服王（el Conquistador）と呼ばれる。カタルーニャ語名ではジャウマ1世（Jaume I）。
幼年で即位したため貴族の専横に苦しめられたが、成長するとレコンキスタで優れた指導力を発揮、バレアレス諸島とバランシヤ王国（バレンシア王国）を征服してイスラム教の領土をキリスト教圏に変えた戦果で征服王と称えられた。内政でも功績を残し、アラゴン連合王国を地中海に領土を広げて国威を上昇させた。

## 生涯

### 幼年期の混乱
父はアラゴン王ペドロ2世、母はモンペリエ領主の相続人マリア・デ・モンペリエで、この父母の間にただ1人生まれた子供であった。
ハイメはプロヴァンスを巡る権力争いの渦中に幼年期を過ごした。フランス南部の貴族たちと主従関係を結んでいた父がキリスト教の異端カタリ派とフランス貴族シモン・ド・モンフォールとの間の戦争に巻き込まれたことがきっかけで、アルビジョア十字軍を懐柔しようとした父の方針で、1211年にハイメはモンフォールの娘アミシーの婚約者（事実上の人質）として差し出された。
モンフォールの元で教育を受けさせるためにハイメは彼に委ねられカルカソンヌに留め置かれたが、父は十字軍との対決を避けられなくなり、1213年9月12日のミュレの戦いで戦死した。母も既に亡くなっていたが、遺言でハイメの保護をローマ教皇インノケンティウス3世に託し、アラゴンとカタルーニャの遺臣たちもハイメの身柄引き渡しをインノケンティウス3世に訴え、聞き入れた教皇の勧告でモンフォールにハイメを引き渡させた。こうして1214年4月にハイメはフランスからアラゴンへ戻った。
ハイメ1世はアラゴンのモンソンに送られ、次いでテンプル騎士団の元に預けられ、帝王学と軍事学・乗馬などを学び成長した。不在の間は大叔父のルサリョー伯サンチョとその息子で従叔父のヌーニョ・サンチェスが摂政となったが、王国は1217年6月に騎士団と貴族が幼い王をサラゴサに連れて行くまで混乱が続いた。同年暮れにハイメ1世は再びモンソンへ行き、そこで集まった重臣たちとルサリョー伯を政治から排除することに合意、翌1218年4月にモンソンへ戻ったが、貴族が二派に分かれて内乱が勃発、国王は他人に言われるがまま戦場へ行くしかなかった。両派に翻弄されながら攻城戦を目の当たりにする一方、1220年には味方の裏切りに遭い退却する苦い敗北も経験している。
翌1221年2月6日にカスティーリャ王アルフォンソ8世の娘レオノールと結婚、相変わらず周囲の言うことを聞くしかない状況に振り回され、一方の派閥に擁立されてもう一方の排除に駆り出されたかと思えば、再び裏切られてサラゴサで監禁生活を送る羽目になり（1224年）、解放されると監禁を仕組んだ貴族たちから賠償金を請求される屈辱を味わった。この後も貴族の不服従と反抗に悩まされ、1225年8月から9月にバランシヤ王国（バレンシア王国）のペニスコラを包囲したが、ほとんどの大貴族の協力を得られず包囲を断念、翌1226年に監禁を実行した貴族の1人ペドロ・アオネースを殺害すると、彼と組んだ別の大貴族や叔父のモンテアラゴン大修道院長フェルナンドまでもがアラゴンの大部分の都市と結託して反乱を起こすなど、たびたび苦難に遭遇して反乱軍から逃げ回りながら鎮圧する日々を送った。最終的に反乱貴族と和睦して内乱を終結させたのは1227年である。
この間、1225年頃に王妃レオノールと別れ、12月7日に離別文書に署名、4年後の1229年4月29日に教皇グレゴリウス9世から婚姻の無効宣言が下され離婚した。それから6年後の1235年に教皇の仲介でハンガリー王アンドラーシュ2世の娘ビオランテと再婚した。

### バレアレス諸島征服
成人したハイメ1世は、1228年8月にウルジェイ伯の領土相続問題に取り掛かった。ウルジェイ伯領の女相続人アウレンビアシュの訴えをハイメ1世が聞き入れたことから始まったこの係争は、裁判でアウレンビアシュと叔母の夫でウルジェイ伯領を相続していたゲラウ・デ・カブレラ双方の代理人が争い、ゲラウが出頭しないためアウレンビアシュに味方し、ウルジェイ伯領の各地の町を降伏させたハイメ1世の勝利に終わった。なお、アウレンビアシュは1222年に初め親戚のアルバロ・ペレス・デ・カストロと結婚していたが、1228年に血縁関係から無効とされた後1229年または1230年にポルトガル王サンシュ1世の息子ペドロと再婚、1231年にアウレンビアシュが死去した後はペドロがウルジェイ伯領を相続した。
同年12月にタラゴナでバルセロナの富裕市民ペレ・マルテユの豪華な接待を受け、そこでマルテユとバルセロナ司教バランゲー・ダ・パロウ2世に地中海のマヨルカ島征服を打診されたため、承諾してムワッヒド朝（イスラム教・ムスリム）支配下の地域の征服に乗り出した。これは貿易ルートをモーロ人海賊に脅かされたカタルーニャ商人の要請に基づく軍事行動だったが、王としても貴族を纏め上げるための口実と軍事的名声を求めていたため利害が一致した。12月20日から23日までバルセロナで開催されたコルテスでマヨルカ島征服が可決され、貴族・聖職者・都市代表全ての支持も獲得して軍事・経済支援を確保、教皇庁から十字軍の資格を与えられ1229年4月にリェイダ（レリダ）で十字軍を結成、9月5日にカタルーニャの港サロウを出発、マヨルカ島を含むバレアレス諸島遠征を開始した。こうしてハイメ1世のレコンキスタが始まった。
初めは戦闘に勝利しながらも、カタルーニャ貴族ギリェム・デ・モントカダとラモン兄弟が戦死する痛手を負ったが、マヨルカ島征服が活発になると首都パルマ・デ・マヨルカに迫り、和睦交渉はあったが決裂、12月31日にパルマ・デ・マヨルカを総攻撃で落とし、ムワッヒド朝のワーリー（代官）だったアブー・ヤフヤーを捕らえた。こうして3ヶ月で島の占領を果たした。
年が明けた1230年は戦後処理に追われ、従軍した貴族層が町からの略奪品を競売にかけて、それに怒った平民層の暴動を説得で収めるも疫病で貴族を5人も失い、軍の大部分も帰国して兵力が不足する中、山岳地帯に逃れた残敵掃討に奔走した。3月に残党を降伏させた後はマヨルカ島に滞在、10月に帰国の途に就きタラゴナに上陸、タラゴナやアラゴンなどの町で市民の歓迎を受けて凱旋、ハイメ1世はこの征服で大いに名を上げた。
征服したといっても、マヨルカ島全体の平定はまだだったため、以後も2回マヨルカ島へ遠征のため渡航することになり、バレアレス諸島の他の島々も征服に向かった。1231年5月から7月まで再度マヨルカ島へ渡り、6月17日にメノルカ島のムスリムが降伏したのを確認してカタルーニャに帰国した。翌1232年5月から8月にかけて3度目のマヨルカ島遠征を敢行、チュニス王（ハフス朝の始祖）アブー・ザカリーヤー1世がマヨルカ島遠征を企てているとの報告を受けて出動、ウルジェイ伯ペドロとヌーニョ・サンチェスを同行させた。幸いハフス軍は島に来なかったため、最初の遠征で取り組んでいた山岳地帯の残敵掃討を続行、ハイメ1世は途中で帰国したが残存部隊が任務を果たしマヨルカ島は完全平定された。1235年にはタラゴナ大司教ギリェルモ・デ・モントグリーおよびペドロとサンチェスがイビサ島も占領してバレアレス諸島は6年で平定された。戦後ペドロはウルジェイ伯領をハイメ1世に引き渡し、代わりにイビサ島を手に入れた。
一方、マヨルカ島再渡航前の1231年2月に、従伯父に当たるナバラ王サンチョ7世から相互養子縁組を提案、嫡子の無いサンチョ7世の後継者と目された。ハイメ1世も家臣たちと協議し、カスティーリャとの戦争に巻き込まれる恐れがあっても養子縁組を受諾することを了承、一時はカスティーリャを迎撃するための共同派兵も提案したが、これが吝嗇だったサンチョ7世の怒りを買い、交渉は決裂した。1234年のサンチョ7世の死後は甥のテオバルド1世がナバラの大貴族と都市代表たちに新たなナバラ王に擁立され、ナバラの相続も無くなった。

### バレンシア占領
マヨルカ島征服の合間にアルカニスでバレンシア王国征服が聖ヨハネ騎士団管区長ユーグ・ド・フォルカルキエとハイメ1世および側近のブラスコ・デ・アラゴンとの間で話し合われ、1232年からバレンシア王国の征服を進めた。この会談は3度目のマヨルカ島遠征が行われる前の1232年1月にあったと推定され、タイファの1つだったバレンシア王国が内部分裂を起こし、ムワッヒド朝の総督だったアブー・ザイド、ザイヤーン・イブン・マルダニーシュ、イブン・フードの三者鼎立状態になっていた。このうちザイドがマルダニーシュにより首都バレンシアから追放され、アラゴンへ助けを求めたことから、バレンシア征服が始まった。
当初ハイメ1世はマヨルカ島征服に向いていたため、バレンシア征服は貴族の軍事行動に委ねられていた。9月にテルエルと国境の歩兵軍がアーレスを落としたとの報告を受け取ると現場に急行したが、途中でブラスコの軍がモレーリャを落としたと知るやそちらへ転進、到着してブラスコにモレーリャを譲らせアーレスも手に入れた。
翌1233年からは国王が指揮を執り、アラゴン・カタルーニャ軍とテンプル騎士団や聖ヨハネ騎士団・カラトラバ騎士団・サンティアゴ騎士団も加えた軍を率いてバレンシア王国北部を征服、5月から7月までボリアナを包囲・降伏させたのを手始めに、ペニスコラの降伏を受諾、ボリアナ周辺の諸城も次々と陥落させた。1234年から1235年は史料が少なく特定出来ないが、首都バレンシア周辺の町も落として回った時期は1235年夏とされ、1236年は一旦アラゴンへ戻り市民軍を抱える各自治都市を巡行したり、モンソンでコルテスを開きカタルーニャ人の参戦を促すなどバレンシア征服の準備を進め、1237年にバレンシアから北にある城プッチを落とし、ここを足掛かりにしてバレンシアを包囲する作戦に取り組んだ。
この任務を母方の叔父のベルナット・ギレム・デ・モンペリエに託し、敵に破壊されたプッチを再建すると、ベルナットをこの城に置いて守備を任せ、自身はタラゴナやテルエルで兵糧を送り、時折マルダニーシュの襲撃が報告されるとプッチ救援に向かい、無事を確認するとボリアナに戻るという行動を繰り返した。ベルナットも王の期待に応え、8月のプッチの戦いで襲撃したマルダニーシュ軍に勝利を飾った。
そうして前線と後方を行き来して過ごしているうち、1238年1月にベルナット戦死の報告を受け取ると、撤退を進める貴族たちの反対を押し切りプッチへ急行、不安に駆られ逃亡を図る騎士たちを演説で叱咤して思い止まらせ、混乱を収めると包囲作戦継続のためプッチに留まった。それから王妃と叔父フェルナンドを呼び寄せ、2人から撤退を勧められても不退転の決意を表明して拒否、王妃をボリアナに留めた（叔父は帰国）。またマルダニーシュが派遣した使者から、バレンシア北部を割譲する和睦条件を提示されても拒否、あくまでも武力行使でバレンシアを手に入れることを選んだ。
プッチ滞在中、アルメナラから降伏の使者が訪問、現地へ行き降伏を受諾した。するとラ・ヴァイ・ドゥイショー、ヌレスなどの町々も次々と降伏、アラゴン軍が首都バレンシアに近付いたため、4月にプッチで開いた軍議でバレンシア包囲を決断した。同月から始まったバレンシア包囲戦はアラゴンやカタルーニャからの援軍で包囲網は強化、バレンシアのマルダニーシュ軍は戦意喪失し、包囲網を攻撃しなくなった。マルダニーシュの援軍としてチュニスからハフス朝の艦隊が襲来、ハイメ1世が包囲中に町から放たれた敵の矢が額に当たり重傷を負うなど危機的状況も見られたが、ハフス朝艦隊は攻撃せず撤退、ハイメ1世は怪我から復帰して危機は去り、町の塔を放火して落とし戦況を有利に進めた。これにより抵抗を諦めたマルダニーシュから降伏の交渉を打診され、応じたハイメ1世は提案されたバレンシア住民の退去を保障して交渉を成立させ、9月28日にバレンシアを降伏させた。このバレンシア征服とバレアレス諸島征服でハイメ1世は征服王と称えられた。

### レコンキスタの完了
バレンシア占領後は土地分配で聖職者および貴族たちと揉めたり、包囲に参加出来なかった一部の貴族がビリェーナ攻撃に失敗して退却するといった出来事があったが、バレンシア王国中部を平定したハイメ1世は大貴族たちの支持を獲得した。しかし征服は未完で、バレンシアに守備隊を残して一旦切り上げたが、1239年に再び征服活動を行うようになる。ただし、同年6月からモンペリエ訪問と政治工作で南仏へ赴いているため、バレンシア征服再開は11月になってからである。
11月にモンペリエからバレンシアに戻ると南進、1240年2月に交渉でバイレーン城の主と降伏を取り付け、8月に降伏を受諾した。続いてビリェーナも降伏、それからカタルーニャへ帰国し翌1241年3月に再びモンペリエを訪れバレンシア征服は中断したが、南仏政策が失敗すると1242年4月にバレンシアへ戻り征服活動を再開した。時期は不明だがシャティバ（ハティバ）包囲も行われ、包囲中に城主の使者との交渉で城主はシャティバの代わりにカステリョン・デ・ラ・リベラを渡し、ハイメ1世に臣従する条約を交わした。承諾したハイメ1世は包囲前にシャティバで捕虜になっていた家臣たちを解放してもらい、カステリョン・デ・ラ・リベラも受け取りアラゴンへ帰国した。しかし、シャティバとは後に係争が生じることになる。
1242年12月30日にアルジーラの降伏を承諾した後、シャティバ城主の配下のモーロ人部隊がアラゴン貴族ロドリーゴ・リサナの部下たちを襲い、戦利品を奪う事件が発生、先に取り決めた条約を破ったことを城主に詰問、条約違反として要求したシャティバの明け渡しを拒否されたため1244年1月にシャティバを包囲した。ここにはムルシアから西進したカスティーリャ王フェルナンド3世の王太子アルフォンソ（後のアルフォンソ10世）も軍を率いて接近、両軍はシャティバで接触し、王太子の会見の求めに応じたハイメ1世はアルミスラで王太子と会見、征服地の取り分と国境線を決める会談を行った。1179年に両国はカソーラ条約で征服地の取り分を決めていたが、王太子もハイメ1世も条約を守らず規定外の領域に侵入したため、一時は交渉決裂する寸前までいったが、王妃ビオランテと王太子の側近のビスカヤ領主ディエゴ・ロペス3世・デ・アロとサンティアゴ騎士団長ペラヨ・ペレス・コレアが取り纏めた。こうして1244年3月26日に締結したアルミスラ条約で、カスティーリャとの国境を画定させた。なお、5年後の1249年12月1日にハイメ1世は王太子に娘ビオランテを嫁がせている。
アルミスラ条約を結んだ後はシャティバ包囲に戻り、5月に城主を降伏させた。さらに9月から1245年2月にかけてビアル（現在のアリカンテ）も包囲した末に降伏させ、バレンシア王国征服およびレコンキスタは完了した。しかしハイメ1世がバレンシア王国を離れた後にアル・アスラックという男が反乱を起こし、ムスリムたちも同調して反乱が拡大したため、それらの鎮圧に手間取り、バレンシア王国の完全征服は1258年までかかった。

### 南仏への介入
生誕地であるモンペリエからは財政援助を受け取っていたが、神聖ローマ皇帝フリードリヒ2世の工作でモンペリエの貴族層がハイメ1世の支配を排除し、モンペリエの支配権で王と争っていたマグローヌ司教も便乗して、1238年8月にモンペリエをトゥールーズ伯レーモン7世に与えた。これに危機感を覚えたハイメ1世はバレンシア征服を中断して1239年6月にモンペリエへ向かい、部下である町の代官と職人層と組んで執政官など町の支配層を追放したり、トゥールーズ伯と従兄のプロヴァンス伯レーモン・ベランジェ4世の訪問を迎えたり、南仏の影響力保持に尽力した。1241年3月にモンペリエを再訪問、トゥールーズ伯とプロヴァンス伯を政略結婚で結び付けようとしたがプロヴァンス伯がイングランドを選び実現せず、南仏連合軍はフランス王ルイ9世の前に敗れたため、南仏に見切りをつけたハイメ1世はフランスとの戦争を避けてバレンシア征服に戻った。
フランスとの関係においては、ピレネー山脈の両側にまたがる国家を樹立し、ロワール川以北の権力と拮抗させようとした。しかし危険を冒す事はなく、ルイ9世と1258年にコルベイユ条約を結び、自身の地位を認めさせ、有名無実となっているカタルーニャに対するフランスの支配権を放棄させた。

### ムルシア遠征
後年の20年間では、婿のカスティーリャ王アルフォンソ10世に協力してムルシアのイスラム教徒と戦ったり（ムルシア征服）、そこで生じた貴族たちとの対立から発展した反乱の鎮圧に奔走したりと、多忙な日々を送った。背景には各地の法典整備を通じた王権強化に対する貴族の反発（後述）、カスティーリャに臣従していたグラナダ王ムハンマド1世のアルフォンソ10世に対する不信感からモロッコ・マリーン朝のアブー・ユースフ・ヤアクーブに援軍を要請、ヘレス、アルコス、メディナ＝シドニアのムデハル（キリスト教国在住のムスリム）を扇動して反乱を起こさせたことなどが挙げられる。
1264年、ハイメ1世はアルフォンソ10世に嫁いだ娘ビオランテからの手紙で反乱と援軍要請の報せを受け取り、重臣たちと話し合いの上でコルテスを開き支持と援助を取り付けることから始めた。バルセロナのコルテスでは援助に賛成してもらったが、アラゴンのコルテスでは大貴族たちが援助に反対、軍資金徴税を求める王と反対する大貴族たちの論争は平行線を辿り、1265年に反乱を起こした貴族の討伐へと向かった。とはいえ反乱貴族は財産を王に差し押さえられ、王も軍を動員した6月は収穫期であり軍事行動が無理だったため、サラゴサ司教の仲介で両者は一時休戦した。
アラゴン貴族との対立に一旦区切りをつけると、2人の息子ペドロ（後のアラゴン王ペドロ3世）・ハイメ（後のマヨルカ王ジャウメ2世）に援軍を連れて来るように命じ、自身は10月にテルエルとバレンシアへ移動しつつ食糧調達の支援を獲得、反乱を起こした町と交渉して降伏を働きかけた。この方針でビリェーナ・ペトレル (スペイン)のムスリムを説得・降伏させ、11月にアリカンテで2人の息子やバルセロナ司教アルナウ・デ・グルブ、大貴族たちを含めた全軍に訓辞を伝えた上で、町への調略を続けながらムルシアへ進軍、12月にエルチェの降伏も取り付けてオリウエラに到着・滞在した。ここで敵の輜重隊に遭遇しながらも、味方の準備不足の攻撃で相手に逃げられる苦い経験があったが、アルカラスでアルフォンソ10世との会見を経て、1266年1月からムルシアを包囲した。
包囲中は戦闘はほとんどなく、使者をムルシアに派遣して降伏交渉を進め、約1ヶ月後の1月31日にムルシアを降伏させた。しかし戦後処理で住民とひと悶着あり、町のモスクの1つがキリスト教徒の物になることに住民の抗議が上がり、軍で威嚇して強引に承諾させた。そうして家臣たちと協議の末にムルシアをアルフォンソ10世へ引き渡し、ムルシアとバレンシア王国との国境の守備を固めた上でバレンシア・カタルーニャへと戻った。1266年と翌1267年はジローナとモンペリエを行き来しながら貴族間の係争を聴取、イルハン朝のハーン・アバカからの手紙を受け取ったりしていたが、休戦が切れた反乱貴族の討伐を再開、反乱の拠点リサナを投石機で攻撃、反乱側を戦意喪失させて降伏・処刑した。こうして反乱は鎮圧、タラソナでは偽金作りの噂を聞き、グループを捜査で摘発したりもしている。1268年は娘マリアに先立たれる訃報に接する一方で、末子のトレド大司教サンチョに招待されトレドで過ごした。

### 晩年
幼少時から十字軍遠征の夢を抱いていたハイメ1世は実現に向けて動き、教皇庁も彼に期待してたびたび十字軍遠征を促していたが、多忙のため応じられなかった。それでも諦めず外交で聖地奪回の協力を仰ぎ、イルハン朝のアバカやアルフォンソ10世、東ローマ帝国皇帝ミカエル8世パレオロゴスから支援の約束を伝えられると、家族の反対を押し切って1269年9月4日にバルセロナから3隻の大型船・12隻のガレー船からなる艦隊を率いて出航した。だが、直後に大嵐に遭い艦隊はちりぢりになり、一向に天候が変わらなかったためやむを得ずフランスの港町エーグ＝モルトに帰港した。カタルーニャへの帰路立ち寄ったモンペリエで町衆に援助を頼んだが、内容に満足がいかなかったためモンペリエを去り、10月にカタルーニャへ戻った。
アルフォンソ10世とは婿ということもあり親しく接し、11月には彼とビオランテの息子で外孫のフェルナンド・デ・ラ・セルダの結婚式に招待され、カスティーリャ滞在中は王と不仲の貴族を助言でなだめたり、アルフォンソ10世にも治世の助言を与え、1271年にバレンシアを訪問したアルフォンソ10世夫妻を町を挙げて歓迎するなど良好な関係を築いた。ただし対立が生じた場合もあり、1253年にアルフォンソ10世がナバラ王テオバルド1世亡き後の王位継承権を主張した時は牽制してナバラ王位を断念させ、大空位時代で神聖ローマ皇帝獲得を望むアルフォンソ10世に反対している。
1272年、衝撃的な事件が起こった。長男ペドロが異母弟でハイメ1世の庶子フェルナンド・サンチェス・デ・カストロを暗殺しようとしたとの報告が入ったのである。ハイメ1世はペドロの説得を試み何とか兄弟間の和解を実現させようとしたが、ペドロは拒否しただけでなくフェルナンド・サンチェスの方がアラゴン貴族たちと結託して自分を殺そうとしたと主張、1273年11月にアルジーラで開かれたコルテスにも現れず、父が派遣した大貴族たちの説得にも耳を貸さなかった。ところが大貴族たちがハイメ1世の下から去った直後にペドロが和解の使者を派遣、応じたハイメ1世はシャティバでペドロと会って和解した。ペドロのこの豹変は、父が貴族の味方では無かったことを知り安心したためとされる。翌1274年にペドロと別れた後は、植民の進行を確かめる目的でムルシアを訪問、町で住民総出の歓迎を受け狩猟などをして過ごした。
1274年に教皇グレゴリウス10世から第2リヨン公会議の招待状を受け取ると、承諾して公会議に出席した。目的はキリスト教東西教会の統一と十字軍派遣にあったが、十字軍に無関心な世俗君主は招待に応じず代理を派遣しただけで、ハイメ1世だけが出席していた。公会議も十字軍に難色を示す風潮があり、ハイメ1世の熱弁も空しく十字軍は結成されなかった。公会議招待で希望した教皇からの戴冠も、アルフォンソ10世の弟でカルロ1世に捕らえられていたエンリケ王子の釈放取り次ぎも叶わずカタルーニャへ帰国、公会議で得る所が無いまま終わった。
帰国するとまたもや貴族との紛争が待っていた。カタルーニャ貴族たちが先祖伝来の法と慣習の守護を掲げて一致団結したのである。アラゴン貴族と同じく王権強化で特権が侵害されることを恐れたカタルーニャ貴族の反抗から勃発した王と貴族層の対立は内乱へ発展、フェルナンド・サンチェスがアラゴン・カタルーニャ両国の貴族たちを率いて反乱を起こし、遺恨のあるペドロの領地フィゲラスを襲撃・破壊したことからハイメ1世はペドロにフェルナンド・サンチェス討伐命令を出した。聖職者の仲介も1275年3月のリェイダのコルテスで開かれた裁判も王と貴族の和解に結び付かず、5月にペドロがフェルナンド・サンチェスを討ち取ったことで反乱貴族たちは降伏、一時は王が優位に立ったかに見えたが、リェイダで再度開催されたコルテスを貴族が欠席したため内乱は続いた。折しも同年、グラナダ王ムハンマド2世がアルフォンソ10世のカスティーリャ不在の隙を狙ってマリーン朝のヤアクーブ共々カスティーリャへ侵攻、カスティーリャが1264年と同様の状況に陥る中で防衛していたフェルナンド・デ・ラ・セルダが急死、トレド大司教サンチョも捕らえられ処刑されるなど、相次ぐ内乱や侵略で息子や孫を次々と失っていった。
やがてバレンシア王国にも反乱が波及、バレンシアで住民暴動が発生したのをきっかけにムデハルたちが次々と蜂起、ベルベル人騎兵部隊の援軍も加わり存亡の危機に直面した。1276年に急遽バレンシアやアルジーラ、シャティバへ移り鎮圧を指揮、かつての反乱指導者アル・アスラックを討ち取ったが、反乱は収まるどころかますます拡大、ハイメ1世は老齢のためシャティバに留まり、そこで重病にかかった。アルジーラで容態が悪化、死期を悟ったハイメ1世はペドロを呼んで遺言を残し、王位継承を告げて反乱鎮圧を託した。そして承諾したペドロがシャティバへ去ると、王位を辞してポブレ修道院に引退することを望んだが、バレンシアで病状が悪化したため果たせず、7月27日に68歳で死去した。遺体は死後の1278年、反乱を鎮圧したペドロ3世によりバレンシアからポブレ修道院へ移された。
子供達全員に財産相続させたい考えからしばしば遺言を書き換えていたが、晩年には自分の領土を2人の息子に分け与えた。イベリア半島の領土（アラゴン、カタルーニャ、バレンシア）は長男のペドロ（ペドロ3世）に、マヨルカ王国（バレアレス諸島、ルサリョー、サルダーニャ）とモンペリエの領主権は次男のハイメ（ジャウメ2世）に与えたが、これにより兄弟間の争いが避けられなくなった。

## その他の業績
ハイメ1世はキリスト教国の王として初めて、自伝的年代記『勲功録』（『事実の書』とも）をカタルーニャ語で著した。この書では王政の権力と目的の概念、封建的秩序での忠誠と裏切りの例、言語や文化に基づく民族主義的な感情の芽生え、中世における兵法が示されている。
『勲功録』はハイメ1世による口述筆記であり、王の言葉を複数の筆記者たちが書く方法を採り入れた。この本を書いた目的は1269年の十字軍遠征失敗にあるとされ、家臣たちから非難の声が上がる中で自己弁護に努めたのが執筆の理由といわれる。トレド大司教ロドリゴ・ヒメネス・デ・ラダが1243年の著作『ゴート史』（スペインの事績とも）で、カスティーリャを西ゴート王国から続くスペインの正統な支配者と主張したことへの反感も理由に挙げられる。成立年代が1269年以後と推定される『勲功録』の原本は1651年、カタルーニャ反乱（収穫人戦争）の最中に消失したため現存せず、1343年と1380年に作られた2つの写本を元に複製された写本群が現在に伝わっている。
『勲功録』の内容は自己正当化の側面があり、顕彰のため自分の業績を残す反面空白も多く（特に1258年から1264年の間は記録が無い）、都合の悪い部分が書かれていないことも少なくないが、感情を込めて生き生きとした劇的な物語を通して、13世紀当時の社会を読む機会を与える本と評される。カタルーニャ語文学の先駆けとも捉えられ、ハイメ1世はカタルーニャ語を形作ったラモン・リュイの前に位置付けられている。後世に『勲功録』写本群がアラゴン連合王国で広まるにつれよき王のイメージも人々に浸透、19世紀になるとスペイン各地で出版、2008年にはハイメ1世生誕800年を記念してマヨルカ島・バレンシアやポブレ修道院で記念行事が行われた。
ハイメ1世の治世では、商人や職人が力を増し始めた。これに目を付けたハイメ1世は貴族への対抗勢力として都市民を見出し、貴族や僧侶に加えて、商人や職人も参加する身分制議会・カタルーニャ議会（コルツ・ジャナラル・デ・カタルーニャ、コルテスに相当）を設置させ、現在のジャナラリター・デ・カタルーニャとして発展する礎が出来た。また、バルセロナには市会である百人議会（クンセイ・ダ・サン、定員が100人であったためこう呼ばれた）が生まれ、自治都市化が進んだ。王と都市の関係も形成され、都市は自治権と引き換えに王へ兵士供出・資金援助で軍事・経済支援するようになっていった。
法の整備と編纂にも成果を挙げ、ボローニャ大学出身のローマ法学者を登用、慣習やフエロ（都市法、地域法とも）を根拠に特権を主張する貴族への対抗として法の統一が図られ、アラゴンやバルセロナなど都市のフエロの編纂事業が進められた。1247年に法学者ビダル・デ・カネリャスに命じて編纂させた『アラゴン法典』のアラゴンでの施行をコルテスで決定、1251年にはバルセロナのコルテスで『慣習法典』をカタルーニャで施行することを宣言、1261年にバレンシアのコルテスでも『バレンシア法典』の適応を宣言した。これらの法典内容が王権に有利なことに反発した貴族の反発は強く、1264年にハイメ1世のムルシア遠征従軍命令を拒否するほどだったが、法の適用に基づく裁判権拡大と王権強化は果たされた。行政整備も行われ、国王不在時の総督・副王設置が進められ、身分制議会と並んで国王諮問会議も中央政府へと発展、そうした経過で財政・裁判を担当する役職・機関も形成されていった。
ハイメ1世の征服活動は海上貿易の発展を促し、カタルーニャを中心にした貿易ルートは東地中海（コンスタンティノープル、アレクサンドリアなど）と西地中海（南フランス、イタリア、マグリブなど）の2つのルートが主で、バルセロナで商人組合が成立、アラゴンもエブロ川の内陸ルートを介してカタルーニャの貿易に組み込まれ、主要港湾都市に商業裁判所・海事裁判所と商務館が設置された。また海事にも安全と取引の円滑化を目的とした法の整備が進められ、1260年から1270年にかけて、海事関係の判例が編纂された『海事慣習法』が地中海都市で用いられた。ハイメ1世もそうした貿易発展に便宜を図り、免税特権付与や銀貨鋳造で貨幣制度を整え、14世紀まで続く経済発展を後押しした。
バルセロナが発展したのもハイメ1世の治世で、貿易で富の増大と共に市も拡張、バルセロナを囲む壁（第一囲壁、ローマ囲壁とも）から外れた南東の港湾地区が海のサンタマリア教会を中心に賑わいを見せると、ハイメ1世は市域を10倍の130ヘクタールも拡張、海のサンタマリア地区を囲んだ第二囲壁を1260年から着工した。バルセロナは以後も拡張を続け、第二囲壁の外側にも地区が形成され手工業者と毛織物業者が住み、王権の認可の下ギルドが作られていった。百人議会設置で自治権強化されたこともあり、バルセロナはハイメ1世以後の王が地中海進出を継続すると共に自治都市として躍進していった。

## 人物
熱心なキリスト教徒に育てられ、反イスラム教思想を叩き込まれたが、偏狭ではなく宗教に寛容で、それはレコンキスタでムスリムの町へ降伏を呼びかける姿勢に現れている。バレンシア征服ではムスリムに生命・財産・法・慣習・宗教を保証する降伏協定を勧めていたため、ムスリムの大部分がムデハルとして少数のキリスト教徒の支配下に留まり、ムスリム追放は農業を主とする経済に支障をきたすため抑えられ、カタルーニャからのキリスト教徒入植者とムデハルの共存に配慮したため、カスティーリャと違い経済衰退は起こらなかった。また計算高いしたたかな一面もあり、マヨルカ島征服は商人や聖職者との利害一致で始めた事業であり、彼等からの支援を確認した上で征服を敢行、宗教的動機だけで乗り出した訳ではなかった。
母からは信仰心と教皇への服従を受け継いだが女癖が悪く、しばしばその点で教皇から叱責されている。父譲りの金髪かつ長身の女好きで、一向に叱責されても止めなかった。2番目の妻ビオランテ亡き後、3番目の妻に平民の女性テレサを迎えたが、カスティーリャ王女ベレンゲラ・アルフォンソ（フェルナンド3世の弟モリナ公アルフォンソの娘）と深い仲になり、彼女との再婚を考えてテレサとの婚姻無効を教皇庁へ申請したが、教皇クレメンス4世からは却下されたばかりかベレンゲラと別れることを要求された。これを無視してベレンゲラと別れず不倫を続けたが、この件が災いして事あるごとにベレンゲラとの別れを要求されるようになり、ムルシア遠征で従軍していたドミニコ会士に罪の赦しを願うとベレンゲラの離別を切り出されたため赦しを受けられなかった。1269年の遠征に際しても教皇から手紙でベレンゲラとの関係を叱責されている。
良くも悪くも中世人が持つ感情の起伏の激しさが強く表れ、戦場では少々の傷で離脱しようとする者を首根っこ掴んで引き戻したという。バレンシア征服中の1238年に2番目の妻ビオランテを呼んだ時、バレンシアを落とすまでエブロ川を渡ることは無い（北へ撤退する意志は無い）とプッチで誓いを立て、ビオランテがエブロ川対岸に到着しても誓いを頑固に守り、周囲を苛立たせた。バレンシアのマルダニーシュから届いた和睦条件を蹴ったのも目標達成にこだわった頑固さの現れで、1269年に家族の反対を押し切って十字軍遠征を敢行したり、1274年の第2リヨン公会議へ世俗君主でただ1人出席したことも、他の諸侯が十字軍に無関心な中で名誉を重視した姿勢が表れている。一方でバレンシア征服中に軍を出発させようとした時、軍のテントに燕が巣をかけていた所を発見、燕の雛が巣立つまで出発を延期するといった優しさが垣間見えるエピソードも残っていて、年代記作家からは容姿端麗、敬虔、頑固者、勇猛果敢、優しく情に脆い性格を称賛されている。

## 家族
1221年にカスティーリャ王アルフォンソ8世の娘レオノール（エリオノール、1202年 - 1244年）と結婚し1男をもうけたが、1226年/1229年に離婚した。
- アルフォンソ（1222年 - 1260年） - ベアルン伯ガストン7世の娘コンスタンスと結婚。父に先立ち死去。

1235年にハンガリー王アンドラーシュ2世の娘ビオランテ（ヨランダ、ヨラーン、1216年頃 - 1253年）と結婚した。ビオランテとの間の子女は次の通り。
- ビオランテ（1236年 - 1301年） - カスティーリャ王アルフォンソ10世と結婚
- コンスタンサ（1239年 - 1269年） - アルフォンソ10世の弟フアン・マヌエル王子と結婚
- ペドロ（1240年 - 1285年） - アラゴン王ペドロ3世
- ハイメ（1243年 - 1311年） - マリョルカ王ジャウメ2世
- フェルナンド（1245年 - 1250年）
- サンチャ（? - 1262/75年10月19日）
- イサベル（1247年 - 1271年） - フランス王フィリップ3世と結婚
- マリア（1248年 - 1267年） - 修道女
- サンチョ（1250年 - 1275年） - トレド大司教

ビオランテの死後、1255年にテレサ・ヒル・デ・ビダウレと3度目の結婚をしたが、私的なもので、彼女がハンセン病を患うと捨てた。
- ハイメ・デ・ヘリカ（1255年 - 1288年）
- ペドロ・デ・アイェルベ（1259年 - 1318年）

他に何人もの愛人を持ち、庶子が数人生まれた。
- フェルナンド・サンチェス・デ・カストロ（スペイン語版）（1241年 - 1275年） - 母ブランカ・デ・アンティリョン（1210年頃 - ?）
- ペドロ・フェルナンデス・デ・イハル（1247年頃 - 1297年） - 母ベレンゲラ・フェルナンデス（1234年 - 1279年）
- ハイメ・サッロカ（1248年 - 1290年） - 母エルビラ・サッロカ、ウエスカ司教。